# ナタン・アルテルマン

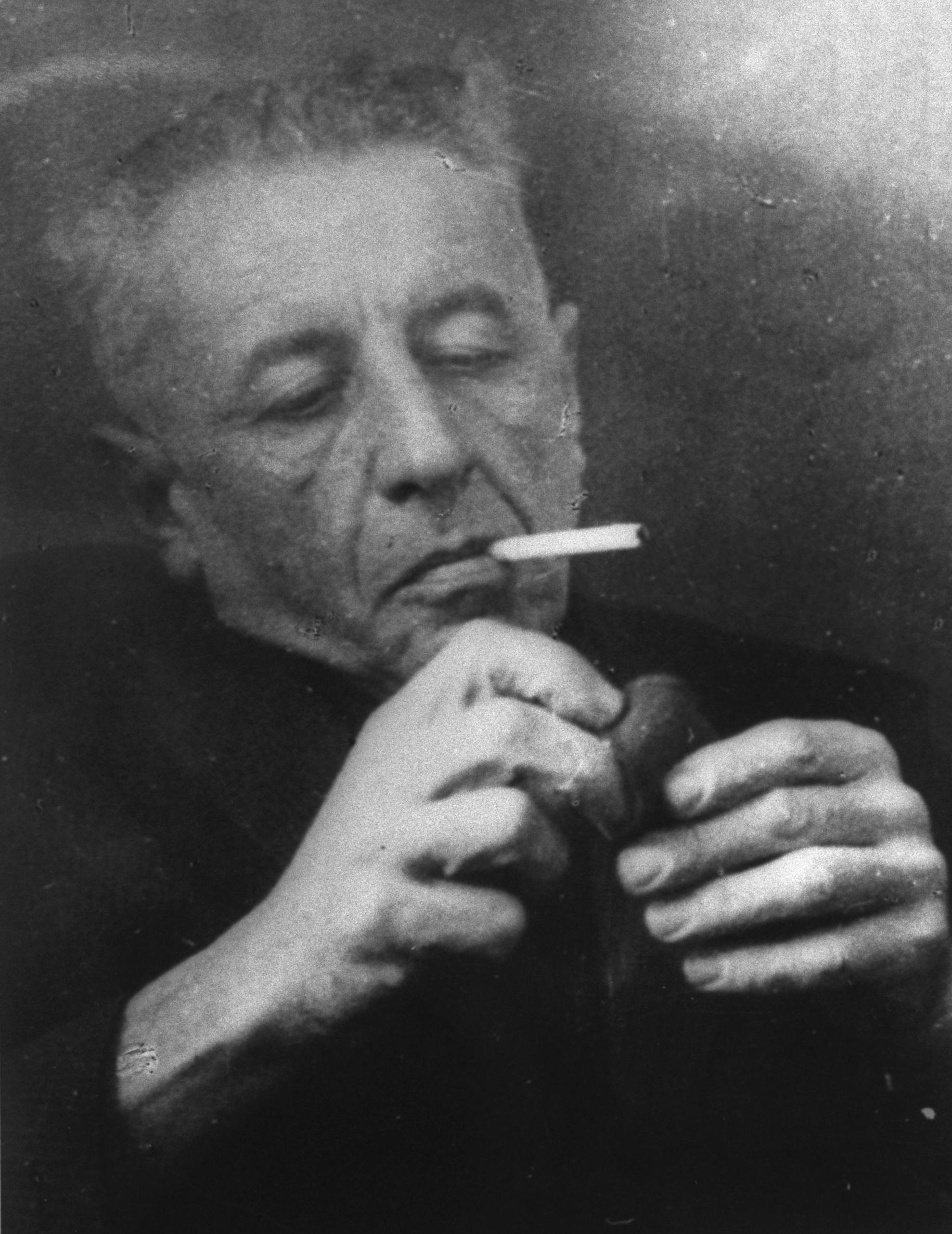
ナタン・アルテルマン

ナタン・アルテルマン（נתן אלתרמן, Natan Alterman, 1910年 - 1970年）はワルシャワ出身のイスラエルのジャーナリスト・詩人・劇作家・翻訳者。
1925年テルアビブに帰還し、ギムナジウムで学ぶ。
シェークスピア、モリエール、ラシーヌ、イディッシュ語とロシア語作家の作品をヘブライ語に翻訳した。1968年、イスラエル賞受賞。

## 詩の本
- 『外に星』（1938年）（כוכבים בחוץ）
- 『貧者の喜び』（1941年）（שמחת עניים）
- 『出エジプト記の詩』（1941年）（שירי מכות מצרים）
- 『鳩の都市』（1957年）（עיר היונה）
- 『夏の祝宴』（1965年）（חגיגת קיץ）
- 『ガリラヤ湖よ、ガリラヤ湖よ』（1962年）（כנרת, כנרת）

## 演劇
- 『亡霊の宿』（1963年）（פונדק הרוחות）
- 『ピタゴラスの定理』（1965年）（משפט פיתגורס）
- 『エステル女王』（1966年）（אסתר המלכה）

## 文献案内
- 『The Modern Hebrew Poem Itself』2003年、ISBN 0814324851